# Gran Premio de las Naciones de Motociclismo de 1952
El Gran Premio de las Naciones de Motociclismo de 1952 fue la séptima prueba de la temporada 1952 del Campeonato Mundial de Motociclismo. El Gran Premio se disputó el 14 de septiembre de 1952 en el Autodromo Nacional de Monza.

## Resultados 500cc
La primera victoria de la MV Agusta 500 4C con Les Graham devolvió la emoción a la general de 500cc. El inglés ganó con una gran ventaja de casi un minuto sobre el segundo. Umberto Masetti (Gilera) terminó segundo y se mantuvo por poco al frente del campeonato mundial, pero Reg Armstrong (Norton) podría convertirse fácilmente en campeón del mundo y Graham con un poco de suerte también. Rod Coleman (AJS) todavía podía llegar a los 23 puntos, pero tenía que restar dos puntos como resultado, por lo que no tenía ninguna posibilidad de ganar el título. También fue sorprendente la diferencia de sólo 0,6 segundos entre Masetti y Nello Pagani, probablemente debido a órdenes desde el box. Si Pagani hubiera terminado segundo, Armstrong y Masetti hubieran liderado el Mundial juntos.
| Pos.    | Piloto                   | Equipo     | Tiempo/Retirado | Puntos |
| ------- | ------------------------ | ---------- | --------------- | ------ |
| 1       | Leslie Graham            | MV Agusta  | 1h 10' 40" 3    | 8      |
| 2       | Umberto Masetti          | Gilera     | +58" 4          | 6      |
| 3       | Nello Pagani             | Gilera     | +59"            | 4      |
| 4       | Carlo Bandirola          | MV Agusta  | +1' 01"         | 3      |
| 5       | Giuseppe Colnago         | Gilera     | +1' 15" 8       | 2      |
| 6       | Reg Armstrong            | Norton     | +1' 56" 4       | 1      |
| 7       | Jack Brett               | AJS        | +2'             |        |
| 8       | Libero Liberati          | Gilera     | +2' 00" 7       |        |
| 9       | Robin Sherry             | AJS        | +1 Vuelta       |        |
| 10      | Martino Giani            | MV Agusta  | +1 Vuelta       |        |
| 11      | Enrico Galante           | Norton     | +2 Vueltas      |        |
| 12      | Francesco Guglielminetti | MV Agusta  | + 2 Vueltas     |        |
| 13      | Javier de Ortueta        | Norton     | +3 Vueltas      |        |
| Ret     | Emilio Soprani           | Gilera     | Ret             |        |
| Ret     | Tony McAlpine            | Norton     | Ret             |        |
| Ret     | Rod Coleman              | AJS        | Ret             |        |
| Ret     | Phil Heath               | Norton     | Ret             |        |
| Ret     | Charles Bruguière        | Norton     | Ret             |        |
| Ret     | Bill Lomas               | MV Agusta  | Ret             |        |
| Ret     | Georges Burggraf         | Norton     | Ret             |        |
| Ret     | Auguste Goffin           | Norton     | Ret             |        |
| Ret     | Felice Benasedo          | Moto Guzzi | Ret             |        |
| Ret     | Tito Forconi             | MV Agusta  | Ret             |        |
| Ret     | Lodovico Facchinelli     | Gilera     | Ret             |        |
| Ret     | Ray Amm                  | Norton     | Ret             |        |
| Fuente: |                          |            |                 |        |

## Resultados 350cc
Ray Amm se había recuperado de las lesiones sufridas en el Gran Premio de Alemania y ganó la primera carrera del Campeonato del Mundo de su carrera con medio minuto de ventaja sobre las AJS: Rod Coleman y Robin Sherry. Hicieron que fuera una carrera emocionante, porque terminaron con solo una décima de segundo de diferencia. Roland Schnell puso su Schnell-Horex construido en casa por primera vez y anotó una carrera.
| Pos. | Piloto            | Equipo    | Tiempo/Retirado | Puntos |
| ---- | ----------------- | --------- | --------------- | ------ |
| 1    | Ray Amm           | Norton    | 57' 43" 6       | 8      |
| 2    | Rod Coleman       | AJS       | +31" 5          | 6      |
| 3    | Robin Sherry      | AJS       | +31" 6          | 4      |
| 4    | Jack Brett        | AJS       | +31" 8          | 3      |
| 5    | Auguste Goffin    | Norton    | +1 Vuelta       | 2      |
| 6    | Roland Schnell    | Horex     | +1 Vuelta       | 1      |
| 7    | Charles Bruguière | AJS       | +1 Vuelta       |        |
| 8    | Sid Mason         | Velocette | +2 Vueltas      |        |
| 9    | Arthur Wick       | Velocette |                 |        |
| 10   | Guy Newman        | Velocette |                 |        |
| 11   | Leopold Zöchling  | AJS       |                 |        |
| 12   | Don Whelan        | Norton    |                 |        |
| 13   | Norman Webb       | Velocette |                 |        |
| Ret  | Reg Amstrong      | Norton    | Ret             |        |
| Ret  | André Emo         | Norton    | Ret             |        |
| Ret  | Ken Kavanagh      | Norton    | Ret             |        |
| Ret  | Tony McAlpine     | Norton    | Ret             |        |

## Resultados 250cc
Después de que Werner Haas ganara la carrera de 125cc del GP de Alemania con la NSU Rennfox, volvió a conseguirla en esta ocasión con la NSU Rennmax en una carrera emocionante. Se necesitó la foto-finish para determinar que Enrico Lorenzetti hubiera ganado con su Moto Guzzi Gambalunghino, mientras que Fergus Anderson tuvo que ceder sólo 1 segundo.
| Pos. | Piloto            | Equipo     | Tiempo/Retirado | Puntos |
| ---- | ----------------- | ---------- | --------------- | ------ |
| 1    | Enrico Lorenzetti | Moto Guzzi | 50' 07" 2       | 8      |
| 2    | Werner Haas       | NSU        | +0"             | 6      |
| 3    | Fergus Anderson   | Moto Guzzi | +1"             | 4      |
| 4    | Alano Montanari   | Moto Guzzi | +10" 9          | 3      |
| 5    | Roberto Colombo   | NSU        | +1' 21" 9       | 2      |
| 6    | Bruno Francisci   | Moto Guzzi |                 | 1      |
| 7    | Hermann Gablenz   | Horex      | +1 Vuelta       |        |
| 8    | Ermanno Ozino     | Moto Guzzi | +1 Vuelta       |        |
| 9    | Felice Benasedo   | Moto Guzzi | +1 Vuelta       |        |
| 10   | Bruno Böhrer      | Parilla    | +1 Vuelta       |        |
| 11   | Guido Paciocca    | Moto Guzzi | +1 Vuelta       |        |
| 12   | Antonio Noè       | Parilla    | +1 Vuelta       |        |
| 13   | Georg Braun       | Parilla    | +1 Vuelta       |        |
| 14   | Gotthilf Gehring  | Moto Guzzi | +1 Vuelta       |        |
| 15   | Lanfranco Baviera | Moto Guzzi | +1 Vuelta       |        |
| 16   | Angelo Marelli    | Moto Guzzi | +2 Vueltas      |        |
| 17   | Rupert Hollaus    | Moto Guzzi | +2 Vueltas      |        |
| 18   | Bill Webster      | Velocette  | +2 Vueltas      |        |
| 19   | Adelmo Mandolini  | Moto Guzzi | +3 Vueltas      |        |
| 20   | Guy Newmann       | Rudge      | +3 Vueltas      |        |
| 21   | Mike Webb         | Rudge      | +4 Vueltas      |        |
| Ret  | Tommy Wood        | Moto Guzzi | Ret             |        |
| Ret  | Nino Manzoni      | Moto Guzzi | Ret             |        |
| Ret  | Leopold Zoechling | Parrilla   | Ret             |        |

## Resultados 125cc
La carrera de 125cc en Monza fue sorprendentemente ganada por Emilio Mendogni con su Moto Morini en un final cerrado con Carlo Ubbiali (Mondial) y Les Graham (MV Agusta) por tan solo un segundo de diferencia. Cecil Sandford abandonó pero ya había ganado el título mundial. Ubbiali ahora también se aseguraba su segundo lugar en la clasificación final, pero todavía tenía que luchar por el tercer lugar. Ahora lo compartían Mendogni, Werner Haas y Luigi Zinzani.
| Pos. | Piloto              | Moto        | Tiempo/Retirado | Puntos |
| ---- | ------------------- | ----------- | --------------- | ------ |
| 1    | Emilio Mendogni     | Moto Morini | 44' 30" 2       | 8      |
| 2    | Carlo Ubbiali       | FB Mondial  | +0" 3           | 6      |
| 3    | Leslie Graham       | MV Agusta   | +0" 6           | 4      |
| 4    | Luigi Zinzani       | Moto Morini | +1"             | 3      |
| 5    | Guido Sala          | MV Agusta   | +23" 1          | 2      |
| 6    | Hubert Luttenberger | NSU         |                 | 1      |
| 7    | Werner Haas         | NSU         |                 |        |
| 8    | Nello Pagani        | FB Mondial  |                 |        |
| 9    | Alex Mayer          | FB Mondial  |                 |        |
| 10   | B. Falconi          | MV Agusta   |                 |        |
| 11   | Federigo Bettoni    | MV Agusta   |                 |        |
| Ret  | Massimo Genevini    | MV Agusta   | Ret             |        |
| Ret  | Cecil Sandford      | MV Agusta   | Ret             |        |
| Ret  | Romolo Ferri        | Moto Morini | Ret             |        |
| Ret  | Bill Lomas          | MV Agusta   | Ret             |        |
| Ret  | Roberto Colombo     | NSU         | Ret             |        |
| Ret  | Angelo Copeta       | MV Agusta   | Ret             |        |
| Ret  | Luigi Zinzani       | Morini      | Ret             |        |